# Фіорано (траса)

Схема траси
| Pista di Fiorano                      |                                           |
| ------------------------------------- | ----------------------------------------- |
| Місце розташування                    | Маранелло, Італія                         |
| Географічні координати                | 44°32′06″ п. ш. 10°51′26″ с. д.           |
| Головні події                         | тести автомобілів Ferrari                 |
| Довжина кола                          | 3 021 м                                   |
| К-сть поворотів                       | 14                                        |
| Рекорд кола в теперішній конфігурації | 0.55.999, Міхаель Шумахер, Ferrari (2004) |

Фіорано — гоночна траса в Північній Італії, поблизу міст Маранелло (штаб-квартира Ferrari) та Фіорано-Моденезе. Автодром належить автомобільному товариству Ferrari, котра використовує її для тестів своїх дорожніх і гоночних автомобілів.
Довжина траси становить 3 021 метр.
Рекорд траси встановлений в 2004 році Міхаелем Шумахером на автомобілі Ferrari F2004 ― 55,999 с.
3021 метр німець проїхав за 55 секунд і 999 тисячних. 